# Iazva
El Iazva - Язьва (rus) - és un riu de Rússia, un afluent per l'esquerra del Víxera. Discorre pel territori del krai de Perm. Neix als monts Kvarkuix, als Urals, prenent direcció oest. Passa pel sud del territori, desembocant al Víxera una mica més a baix de la ciutat de Krasnovíxersk.